# Sonia Samuels

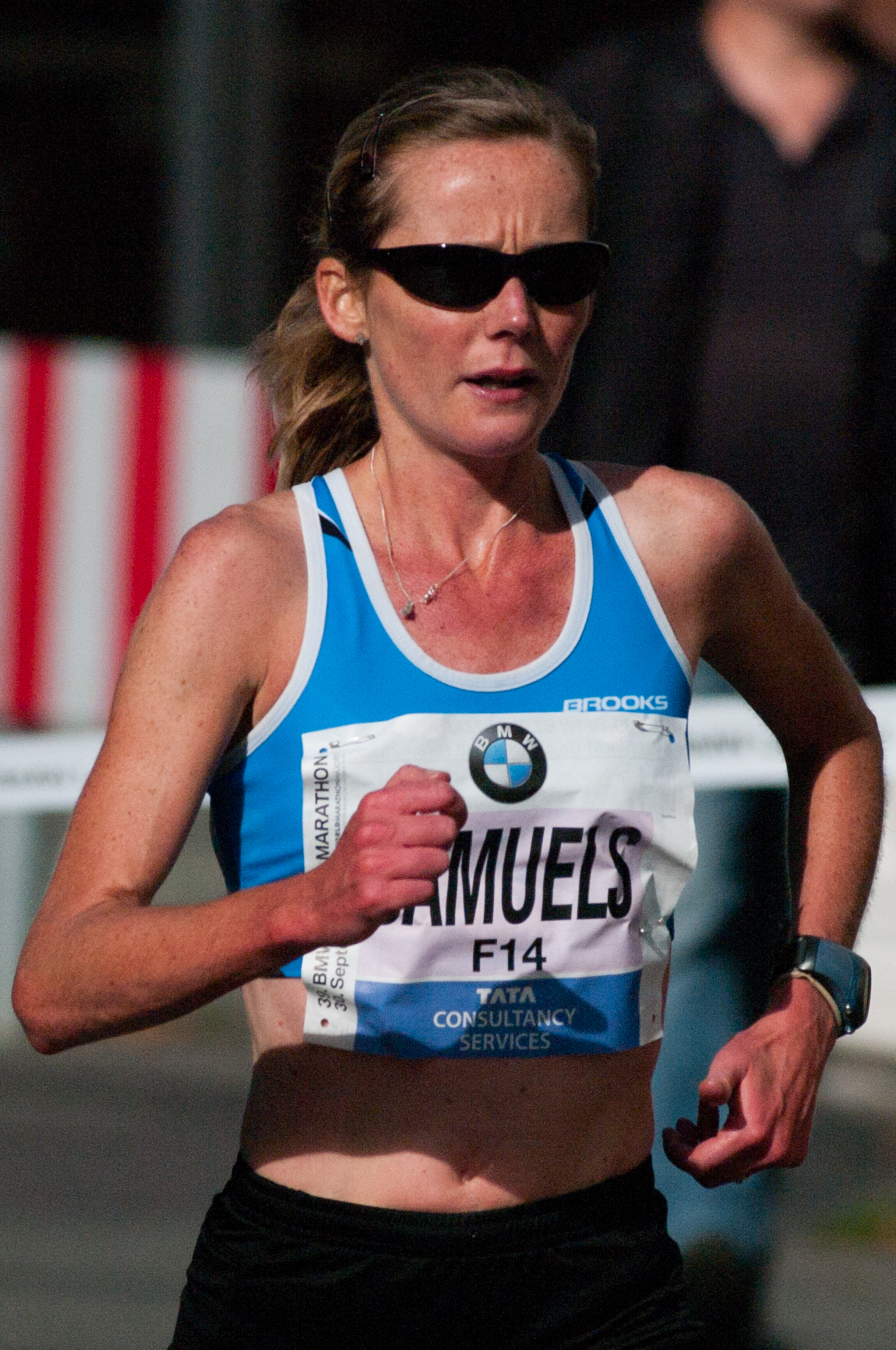
Sonia Samuels 2012 beim Berlin-Marathon

Sonia Samuels (* 16. Mai 1979 in Wallsend) ist eine britische Langstreckenläuferin.
Beim Berlin-Marathon 2012 erreicht sie den 9. Platz mit einer neuen persönlichen Bestleistung von 2:30:56 h. Am selben Ort verbesserte sie diese Bestleistung beim Berlin-Marathon 2015 auf 2:28:04 h.

## Persönliche Bestzeiten
- 3000 m Hindernis: 10:15,24 min, 11. Juni 2005, Watford
- 5000 m: 15:44,24 min, 11. Juni 2011, Watford
- 10.000 m: 32:39,36 min, 4. Mai 2014, Palo Alto
- Halbmarathon: 1:12:36 h, 7. April 2013, Berlin
- Marathon: 2:28:04 h, 27. September 2015, Berlin